# Choeromorpha wallacei
Choeromorpha wallacei là một loài bọ cánh cứng trong họ Cerambycidae.